# Кристијан Гамбоа
Кристијан Гамбоа (шп. Cristian Esteban Gamboa Luna; 24. октобар 1989) костарикански је фудбалски репрезентативац који тренутно наступа за Селтик. 

## Каријера
Кристијан Гамбоа је почео фудбалску каријеру у костариканском клубу Мунисипал Либерија 2009. године. У 2010, прелази у норвешки Фредрикстад. У лето 2011. године потписао је уговор са данским Копенхагеном. Први меч за нову екипу је играо у Лиги Европе против белгијског Стандарда.
У августу 2012, прелази у норвешки Розенборг на позајмицу. Запаженим играма је изборио место у стартној постави, а и следеће сезоне је остао у Розенборгу.
У августу 2014. се преселио у Премијер лигу, у Вест Бромич албион, потписавши уговор на три године.
Од 2016. године игра за шкотски клуб Селтик из Глазгова.

## Репрезентација
Дебитовао је за Костарику против Аргентине у јануару 2010. године. Први гол за репрезентацију, постигао је против репрезентације Гвајане, на квалификационом мечу за одлазак на Светско првенство 2014. године.
Био је у саставу Костарике на два Светска првенства, у Бразилу 2014. и Русији 2018. године.

## Трофеји

### Копенхаген
- Куп Данске (1) : 2011/12.

### Репрезентација Костарике
- КОНКАКАФ златни куп : треће место 2017.

## Голови за репрезентацију
Голови Гамбое у дресу са државним грбом
| #  | Датум              | Место    | Противник | Гол | Резултат | Такмичење                                |
| -- | ------------------ | -------- | --------- | --- | -------- | ---------------------------------------- |
| 1. | 16. октобар 2012.  | Сан Хосе | Гвајана   | 2:0 | 7:0      | Квалификације за Светско првенство 2014. |
| 2. | 13. новембар 2015. | Сан Хосе | Хаити     | 1:0 | 1:0      | Квалификације за Светско првенство 2018. |
| 3. | 28. мај 2016.      | Сан Хосе | Венецуела | 2:1 | 2:1      | Пријатељска                              |

## Приватни живот
Ожењен је Мелисом Саласар са којом има два сина, Фелипеа и Хулијана.